# Павілоста
Павілоста (латис. Pāvilosta, нім. Paulshafen) — місто в західній Латвії, адміністративний центр Павілостского краю, в історичній області Курземе.

## Назва
- Павілоста (латис. Pāvilosta;  вимова)
- Паульсгафен (нім. Paulshafen, «Павлова гавань») — німецька назва до 1918 року, на честь Пауля фон Лілієнфельда.

## Географія
Місто розташоване на узбережжі Балтіського моря, між двома головними портами Лієпая на 54 km и Вентспілс на 70 км. Павілоста знаходиться за 240 км від Риги.

## Історія
До 1 липня 2009 року місто входило до складу Лієпайського району.